# إسحاق بروك
إسحاق بروك (بالإنجليزية: Isaac Brock) هو كاتب أغاني ومغني أمريكي، ولد في 9 يوليو 1975 في هيلينا في الولايات المتحدة.

## وصلات خارجية
- إسحاق بروك على موقع IMDb (الإنجليزية)
- إسحاق بروك على موقع ميوزك برينز (الإنجليزية)
- إسحاق بروك على موقع أول ميوزيك (الإنجليزية)
- إسحاق بروك على موقع ديسكوغز (الإنجليزية)